# Krating Daeng
 (février 2008).
Si vous disposez d'ouvrages ou d'articles de référence ou si vous connaissez des sites web de qualité traitant du thème abordé ici, merci de compléter l'article en donnant les références utiles à sa vérifiabilité et en les liant à la section « Notes et références ».
Krating Daeng (en thaï : กระทิงแดง) est le nom que porte la boisson énergisante thaïe à l'origine du Red Bull.
Krating Daeng signifie « gayal rouge » (ou « taureau rouge ») en thaï. La boisson est une version non pétillante, à teneur similaire en caféine (32 mg / 100 ml) et plus sucrée du Red Bull autrichien. Elle est produite par la société TC Pharmaceuticals qui possède aujourd'hui 51 % des capitaux de Red Bull GmbH.